# Lijst van grootste hotels ter wereld

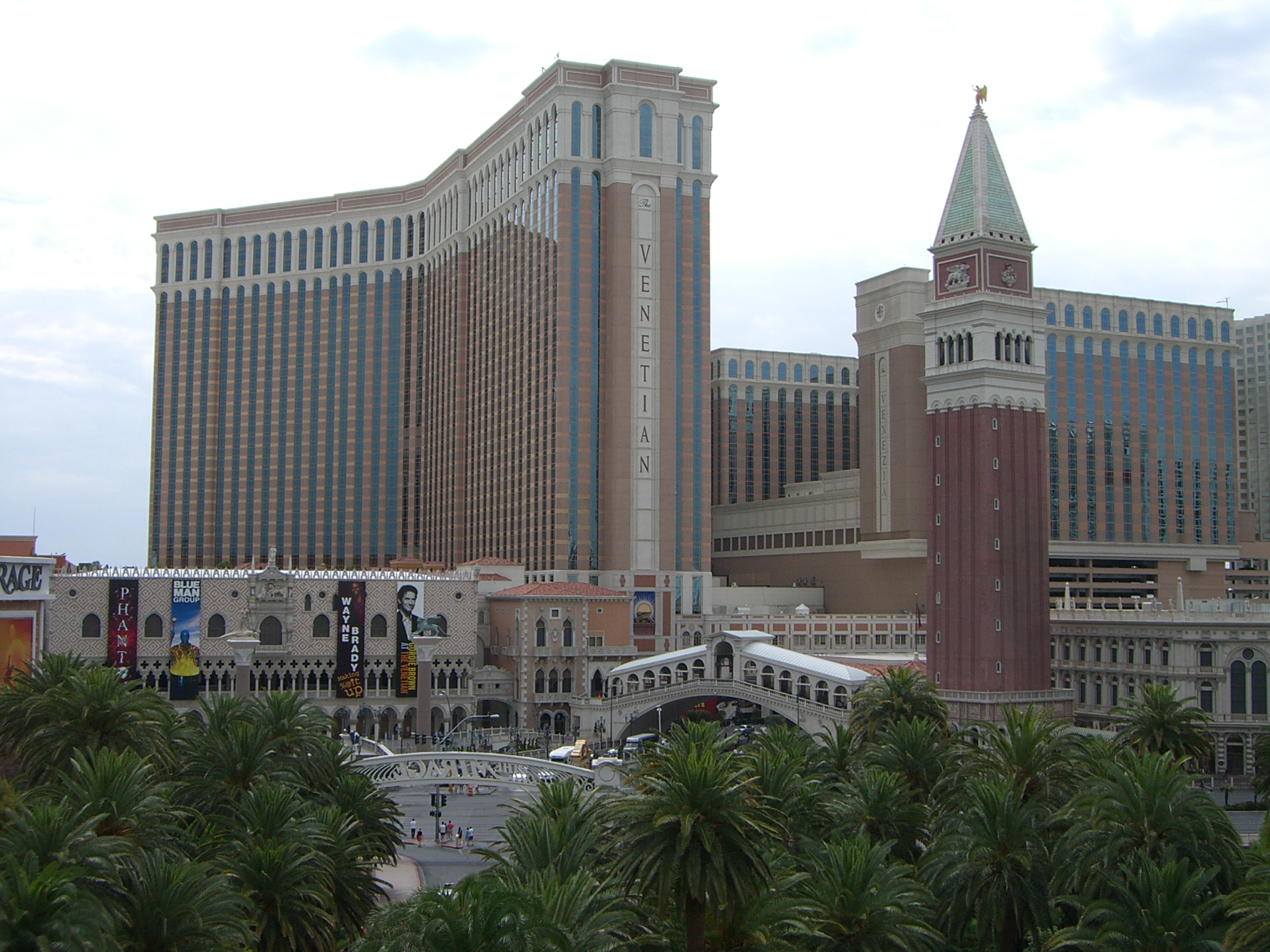
The Venetian en The Palazzo vormen samen het grootste hotel ter wereld

Dit is een lijst van de grootste hotels ter wereld gerangschikt naar zowel het aantal kamers als de hoogte van het hotel. Alle commerciële accommodaties die tegen betaling overnachting en/of onderdak aanbieden komen voor deze lijst in aanmerking.

## Hotels met meeste kamers
| #   | Naam                                               | Stad                | Kamers /suites | Verdiepingen                                                                                    |
| --- | -------------------------------------------------- | ------------------- | -------------- | ----------------------------------------------------------------------------------------------- |
| 1   | The Venetian + The Palazzo                         | Las Vegas           | 7.017          | The Venetian (36 verdiepingen) en The Palazzo (53 verdiepingen) worden samen gerund als 1 hotel |
| 2   | MGM Grand                                          | Las Vegas           | 6.852          | MGM Grand (30 verdiepingen), Signature, Skylofts en The Mansion                                 |
| 3   | First World Hotel                                  | Genting Highlands   | 6.118          | 24 verdiepingen (toren 1) / 28 verdiepingen (toren 2)                                           |
| 4   | Walt Disney World Resort                           | Orlando             | 5.524          | 30 gebouwen met elk 3 verdiepingen                                                              |
| 5   | Izmailovo Hotel                                    | Moskou              | 5.000          | 4 torens met elk 30 verdiepingen                                                                |
| 6   | Wynn + Encore                                      | Las Vegas           | 4.734          | Wynn (45 verdiepingen) en Encore (48 verdiepingen) worden samen gerund als 1 hotel              |
| 7   | Luxor                                              | Las Vegas           | 4.408          | 3 gebouwen met respectievelijk 22, 22 en 36 verdiepingen                                        |
| 8   | Mandalay Bay + Four Seasons                        | Las Vegas           | 4.332          | 43 verdiepingen                                                                                 |
| 9   | Ambassador City Jomtien                            | Pattaya             | 4.219          |                                                                                                 |
| 10  | Excalibur Hotel & Casino                           | Las Vegas           | 4.008          | 2 torens met elk 28 verdiepingen                                                                |
| 11  | Aria Resort & Casino                               | Las Vegas           | 4.004          | 61 verdiepingen                                                                                 |
| 12  | Caesars Palace                                     | Las Vegas           | 3.960          | 6 torens                                                                                        |
| 13  | Bellagio                                           | Las Vegas           | 3.950          | 2 torens met elk 36 verdiepingen                                                                |
| 14  | Sheraton Macao                                     | Macau               | 3.896          | Sky tower 39 verdiepingen, Earth Tower 38 verdiepingen                                          |
| 15  | Circus Circus                                      | Las Vegas           | 3.774          | 3 torens met respectievelijk 35, 29 en 15 verdiepingen                                          |
| 16  | Shinagawa Prince Hotel                             | Tokyo               | 3.680          |                                                                                                 |
| 17  | Flamingo                                           | Las Vegas           | 3.565          | 28 verdiepingen                                                                                 |
| 18  | Hilton Hawaiian Village                            | Honolulu            | 3.386          | 7 torens                                                                                        |
| 19  | Atlantis Paradise Island                           | Paradise Island     | 3.414          |                                                                                                 |
| 20  | Disney's Port Orleans Resort                       | Lake Buena Vista    | 3.056          | 3 verdiepingen                                                                                  |
| 21  | The Mirage                                         | Las Vegas           | 3.044          | 30 verdiepingen                                                                                 |
| 22  | Park MGM                                           | Las Vegas           | 3.002          | 32 verdiepingen                                                                                 |
| 23  | The Venetian Macao                                 | Macau               | 3.000          | 40 verdiepingen                                                                                 |
| 24  | The Cosmopolitan of Las Vegas                      | Las Vegas           | 2.995          | 2 torens met respectievelijk 53 en 51 verdiepingen                                              |
| 25  | LVH – Las Vegas Hotel & Casino                     | Las Vegas           | 2.956          | 30 verdiepingen                                                                                 |
| 26  | Paris                                              | Las Vegas           | 2.916          | 33 verdiepingen                                                                                 |
| 27  | Treasure Island Hotel & Casino                     | Las Vegas           | 2.884          | 36 verdiepingen                                                                                 |
| 28  | Gaylord Opryland Resort                            | Nashville           | 2.881          | 6 verdiepingen                                                                                  |
| 29  | Disney's Pop Century Resort                        | Lake Buena Vista    | 2.880          | 4 verdiepingen                                                                                  |
| 30  | Bally's                                            | Las Vegas           | 2.814          | 26 verdiepingen                                                                                 |
| 31  | The Borgata                                        | Atlantic City       | 2.802          | 43 verdiepingen                                                                                 |
| 32  | The Linq                                           | Las Vegas           | 2.635          | 19 verdiepingen                                                                                 |
| 33  | Oasis Beach Hotel                                  | Antalya             | 2.628          |                                                                                                 |
| 34  | Harrah's Atlantic City                             | Atlantic City       | 2.588          |                                                                                                 |
| 35  | Harrah's Las Vegas                                 | Las Vegas           | 2.576          | 3 torens                                                                                        |
| 36  | Planet Hollywood Resort & Casino                   | Las Vegas           | 2.567          | 39 verdiepingen                                                                                 |
| 37  | Marina Bay Sands                                   | Singapore           | 2.561          | 3 torens met elk 55 verdiepingen                                                                |
| 38  | Rio All Suite Hotel & Casino                       | Las Vegas           | 2.522          | 42 verdiepingen                                                                                 |
| 39  | Moon Palace Golf & Spa                             | Riviera Maya        | 2.457          |                                                                                                 |
| 40  | Stratosphere                                       | Las Vegas           | 2.444          | 24 verdiepingen (hotel)                                                                         |
| 42  | Golden Nugget                                      | Las Vegas           | 2.345          | 3 torens met respectievelijk 24, 22 en 18 verdiepingen                                          |
| 43  | Walt Disney World Dolphin & Walt Disney World Swan | Orlando             | 2.265          |                                                                                                 |
| 44  | Trump Taj Mahal                                    | Atlantic City       | 2.248          | 2 torens met respectievelijk 14 en 95 verdiepingen                                              |
| 45= | Galaxy Macau                                       | Macau               | 2.200          | 3 hotels: Galaxy (1.500), Okura Hotel (410) en Banyan Tree Hotel (238)                          |
| 45= | City of Dreams                                     | Macau               | 2.200          | 3 torens                                                                                        |
| 47  | South Point Hotel, Casino & Spa                    | Enterprise (Nevada) | 2.163          | 25 verdiepingen                                                                                 |
| 48  | Hotel Moon Palace Cancún                           | Cancun              | 2.133          |                                                                                                 |
| 49  | Tropicana Casino & Resort                          | Atlantic City       | 2.129          |                                                                                                 |
| 50  | Disney's Caribbean Beach Resort                    | Lake Buena Vista    | 2.112          | 2 verdiepingen                                                                                  |

## Hoogste hotels
| Rang | Naam                            | Stad      | Hoogte    | Kamers      |
| ---- | ------------------------------- | --------- | --------- | ----------- |
| 1    | JW Marriott Marquis Hotel Dubai | Dubai     | 355 meter | 804 kamers  |
| 2    | Rosa Rotana Suites              | Dubai     | 333 meter | 482 kamers  |
| 3    | Burj al Arab                    | Dubai     | 321 meter | 202 kamers  |
| 4    | Emirates Hotel Tower            | Dubai     | 309 meter | 400 kamers  |
| 5    | Swissotel The Stamford          | Singapore | 226 meter | 1263 kamers |

## Hoogste hotels als onderdeel van gebouw
| Rang | Naam                                            | Stad     | Hoogte gebouw | Hoogste etage hotel |
| ---- | ----------------------------------------------- | -------- | ------------- | ------------------- |
| 1    | Armani Hotel in Burj Khalifa                    | Dubai    | 828 meter     | 39                  |
| 2    | Makkah Clock Royal Tower in Abraj Al Bait-toren | Mekka    | 601 meter     | ?                   |
| 3    | Park Hyatt in Shanghai World Financial Center   | Shanghai | 492 meter     | 93                  |
| 4    | Ritz Carlton in International Commerce Center   | Hongkong | 484 meter     | 118                 |
| 5    | Grand Hyatt in Jin Mao Tower                    | Shanghai | 421 meter     | 87                  |